# (13579) Allodd
(13579) Allodd est un astéroïde de la ceinture principale.

## Description
(13579) Allodd est un astéroïde de la ceinture principale. Il fut découvert le 12 juillet 1993 à La Silla par Eric Walter Elst. Il présente une orbite caractérisée par un demi-grand axe de 2,63 UA, une excentricité de 0,18 et une inclinaison de 9,6° par rapport à l'écliptique.

## Compléments